# François-Balthazar Dangé
François-Balthazar Dangé, seigneur de Groslay, né le 13 décembre 1696 à Loches et mort le 6 mars 1777 à Paris, est un financier français.

## Biographie
François-Balthazar Dangé est le fils de Jacques François Dangé, receveur des tailles en l'élection de Loches, et de Louise Boulay. Marié avec Anne Jarry, il est le beau-père d'Antoine-René de Voyer de Paulmy d'Argenson.
Il fut fermier général sous le règne de Louis XV, de 1736 à 1777. Le 22 avril 1750, il acquiert pour la somme de 250 000 livres l'hôtel de Villemaré, place Louis-le-Grand, dont il participe grandement à l'embellissement par la construction d'une aile ainsi que par la commande au peintre et graveur Jean-Baptiste Oudry d'un « cabinet des Fables » sur le thème des Fables de la Fontaine. Ce cabinet est aujourd'hui exposé au musée des arts décoratifs de Paris.

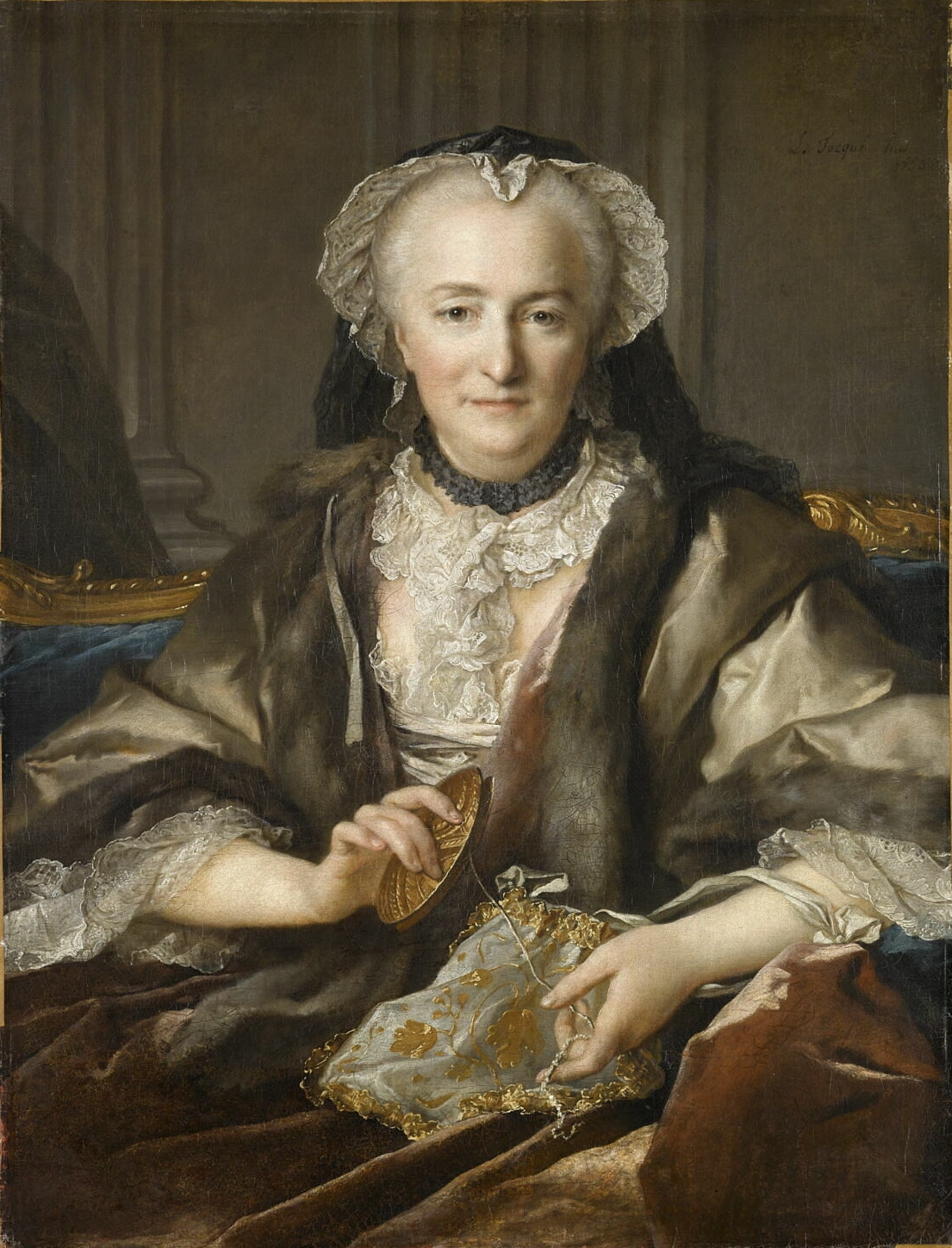
Portrait de son épouse.

Il contribua, dans des proportions différentes de celles des soixante quatre autres fermiers généraux, aux dépenses liées à l'édition par Jean Barbou à Paris en 1762 des Fables de La Fontaine dans l'édition dite des « fermiers généraux ».